# Winthemia elegans
Winthemia elegans är en tvåvingeart som först beskrevs av Jacques-Marie-Frangile Bigot 1857.  Winthemia elegans ingår i släktet Winthemia och familjen parasitflugor.
Artens utbredningsområde är Kuba. Inga underarter finns listade i Catalogue of Life.